# ژول لوفور
ژول لوفور (به فرانسوی: Jules Lefebvre) نقاش برجستهٔ سبک رُمانتیسم و فیگوراتیو و استاد هنر در آکادمی ژولیان بود.
ژول لفویر، دانش‌آموخته دانشسرای عالی ملی هنرهای زیبای پاریس و در سال ۱۸۶۱ میلادی، برندهٔ جایزهٔ بزرگ رُم شد. در سال ۱۸۹۱ میلادی، به عضویت در فرهنگستان هنرهای زیبای فرانسه درآمد.
از جمله شاگردان وی می‌توان به فرناند کناف، کنیون کاکس، فلیکس والوتون، ارنست لیپگارت، جورج روشگروس، ویلیام هارت، والتر دین، ادموند سی. تاربل، آلیس بکینگتون و ژول بنوآ-لوی اشاره کرد.

## نگارخانه

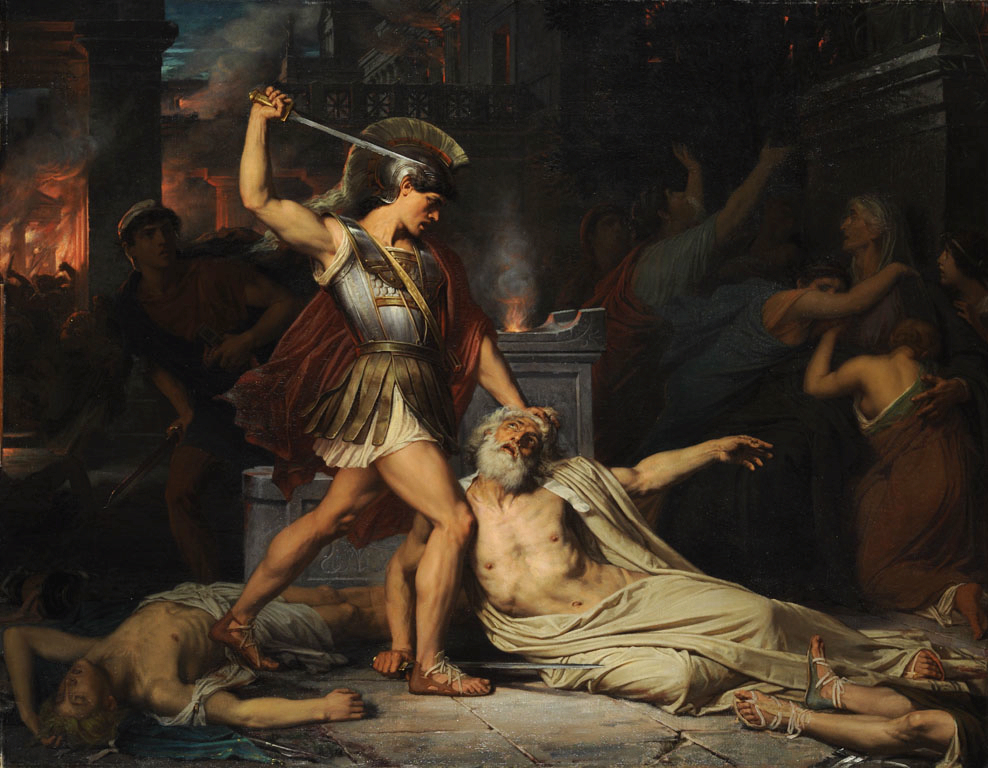
مرگ پریاموس ۱۸۶۱ م. دانشسرای عالی ملی هنرهای زیبای پاریس
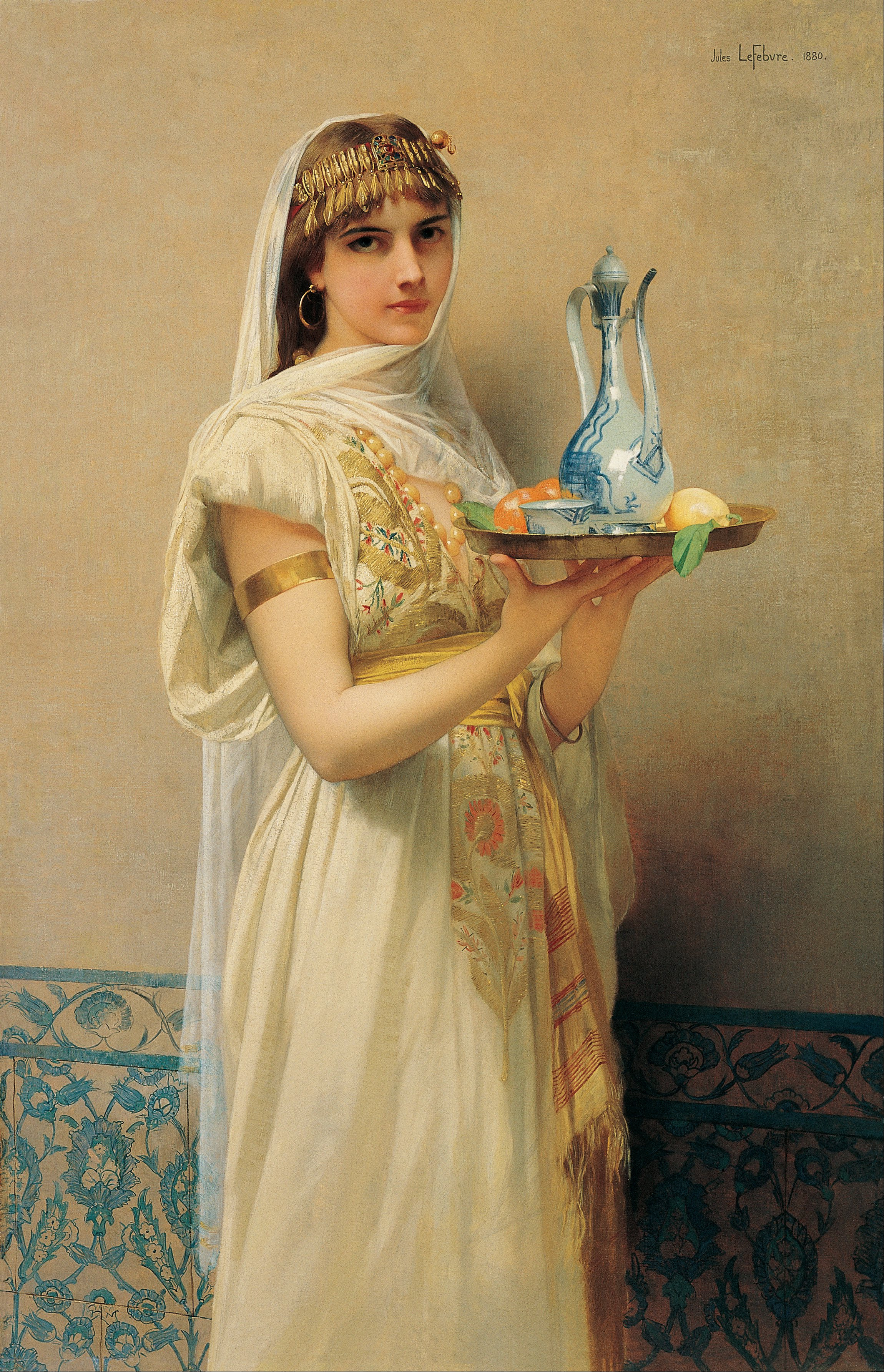
خدمتکار ۱۸۸۰ م. موزه پرا
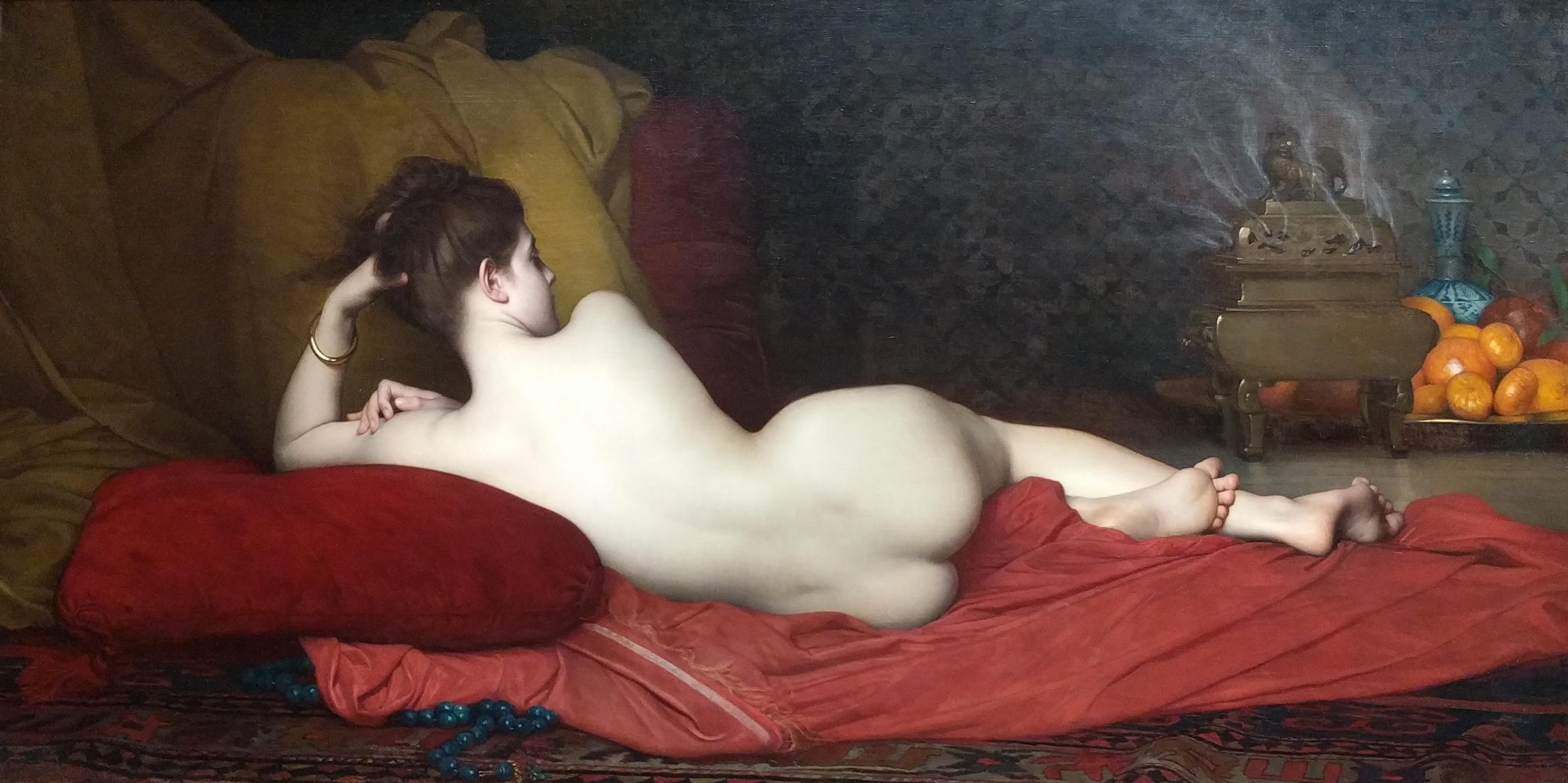
زن حرمسرا ۱۸۷۴ م. مؤسسه هنر شیکاگو
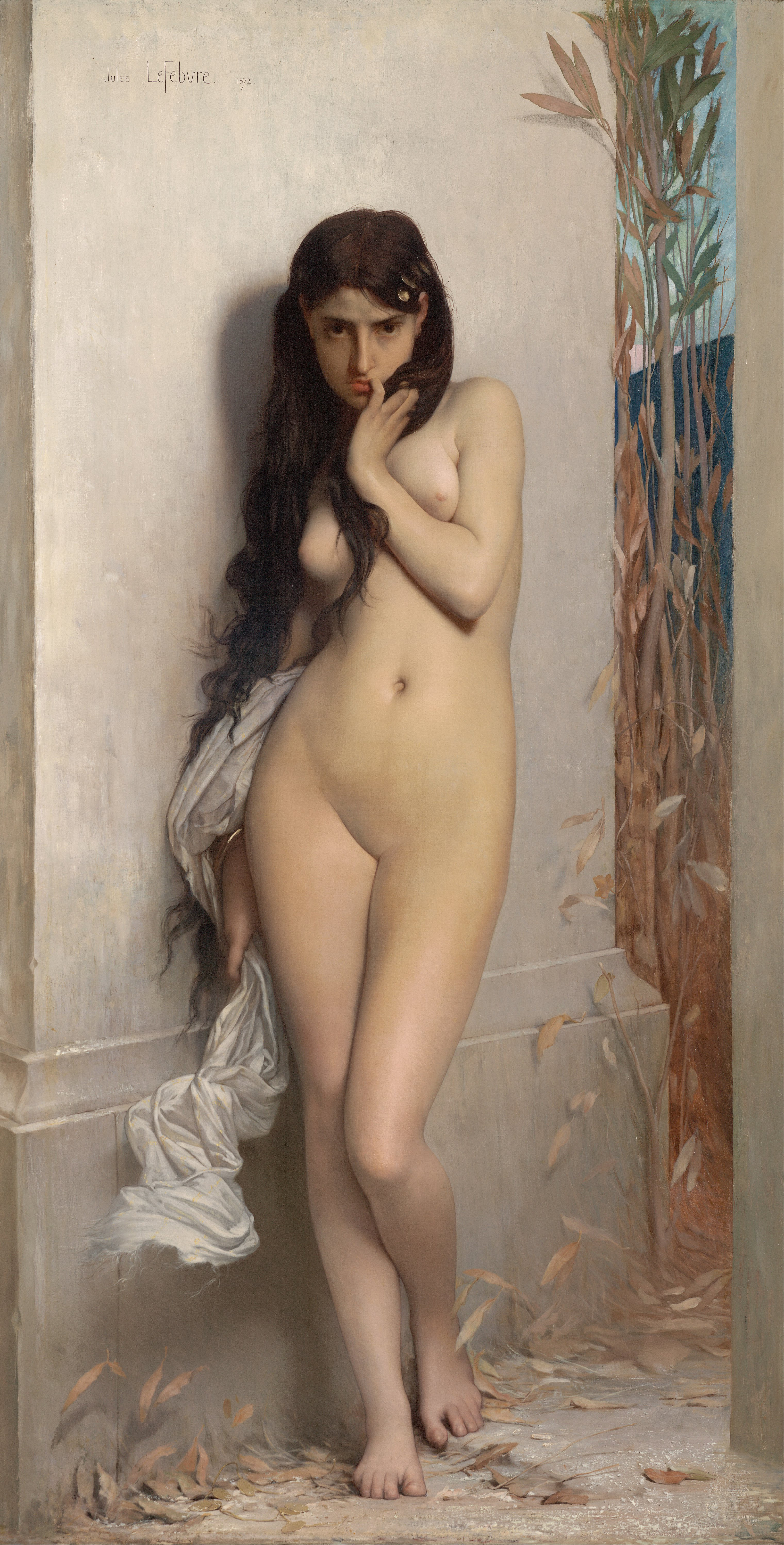
ملخ ۱۸۷۲ م. نگارخانه ملی ویکتوریا
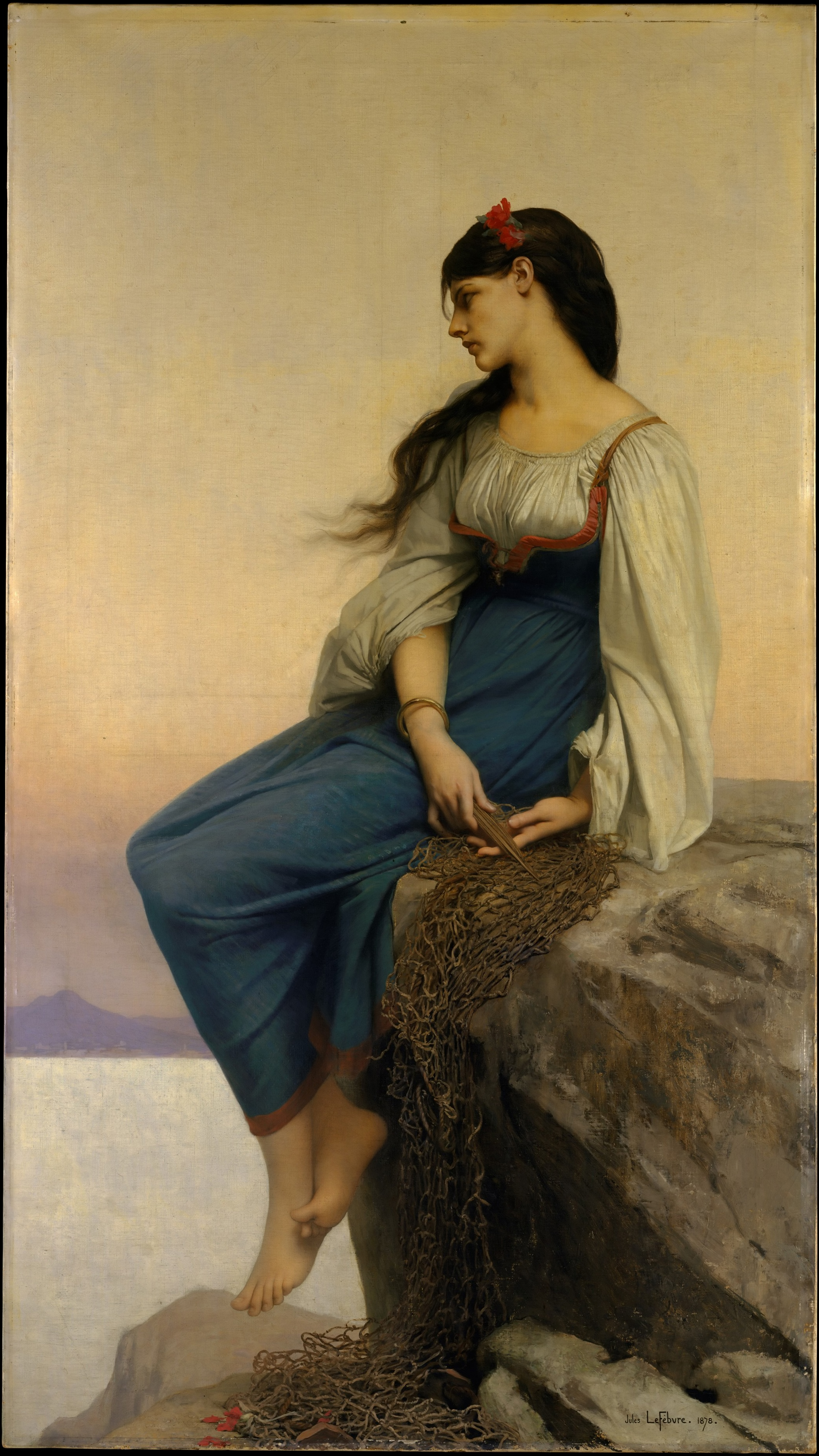
گرازیه‌لا ۱۸۷۸ م. موزه متروپولیتن نیویورک
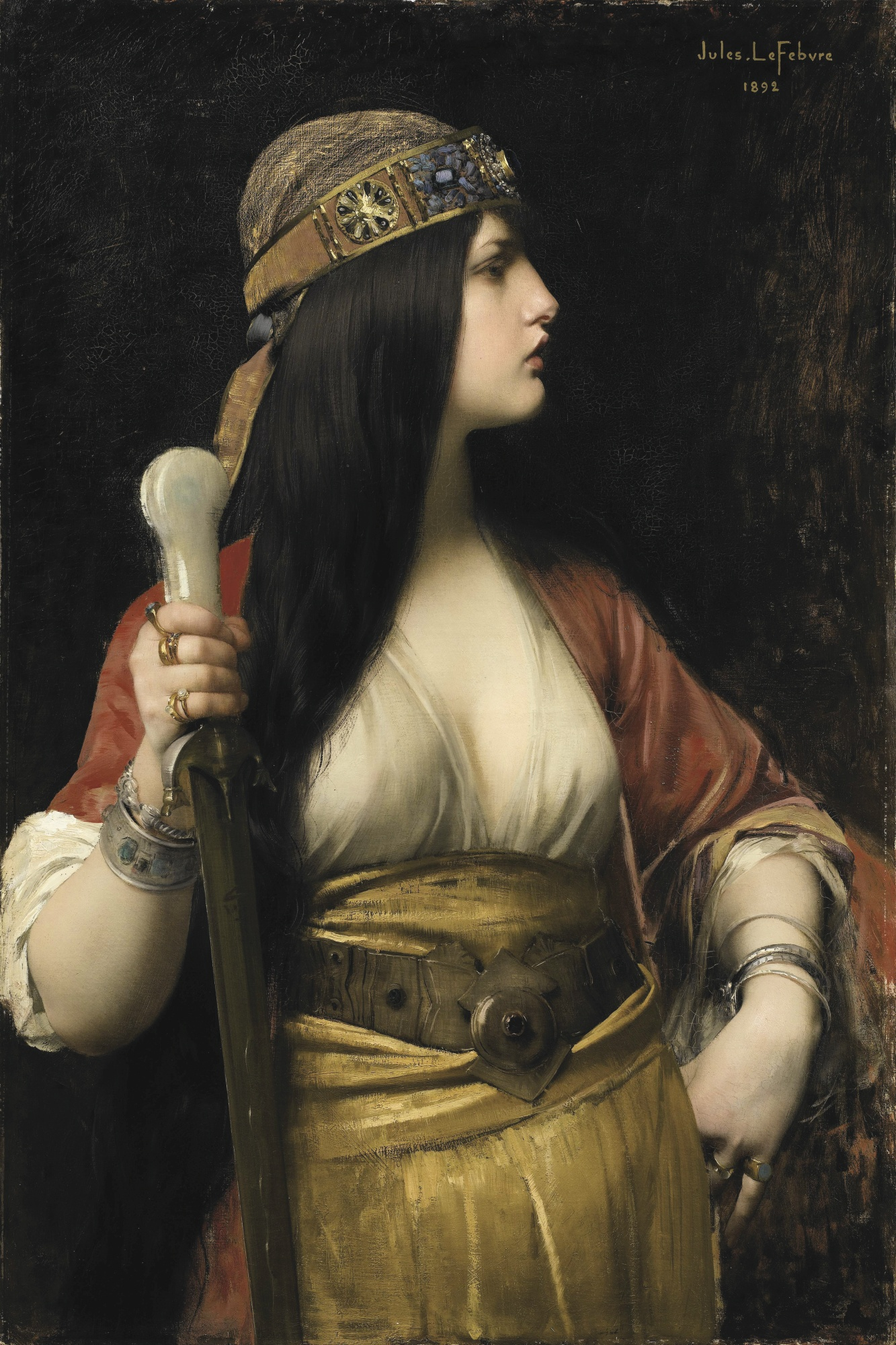
جودیت حوالی ۱۸۹۲ م. کلکسیون خصوصی
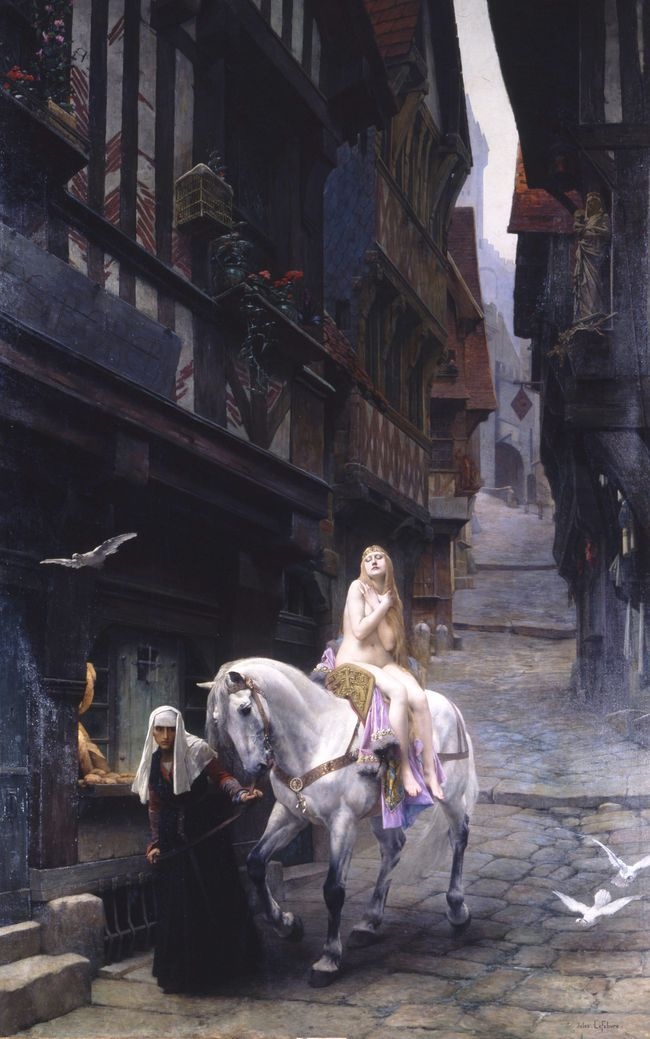
بانو گودایوا
۱۸۹۱ م.